# Фарфале
Фарфале (Italian: [фарˈфалле]) су врста тестенина која је обично позната као тестенина са "лептир машном" или "лептир паста". Име је изведено од италијанске речи farfalle (лептири).  У италијанском граду Модени фарфале су познате као strichetti. Већа варијација фарфале позната је као farfalloni, док се минијатурна верзија назива farfalline. Фарфале потичу из 16. века у регионима Ломбардије и Емилије-Ромање у северној Италији .
Треба имати на уму да фарфале нису повезане са фарфелом сличног звука, тестенином од јечменог брашна која се користи у јеврејској кухињи.

## Сорте
Фарфале се испоручују у неколико величина, али све имају препознатљив облик „лептир машне“. Обично су фарфале обликоване од правоугаоника или овалног облика тестенине, са две стране обрубљеним на ивицу са разбарушеним рубовима и средином стегнутим да би се добио необичан облик тестенине. Ребраста верзија тестенине позната је као фарфале ригате. Иако употребљиви са већином сосова, фарфале су најприкладније за сосеве од креме и парадајз.
Праве се са пестом, Алфредом или сосом Болоњезе.
Поред обичних сорти и сорти интегралне пшенице, боје се добијају мешањем одређених састојака у тесто, што такође утиче на укус (као и код било које тестенине). На пример, цвекла се може користити за црвену, спанаћ за зелену, а сипино мастило за црну. Сорта са парадајизом такође може бити доступна. Зелене, беле и црвене сорте често се продају заједно у мешавини која подсећа на боје заставе Италије.